# Vazamento na mina de urânio de Church Rock

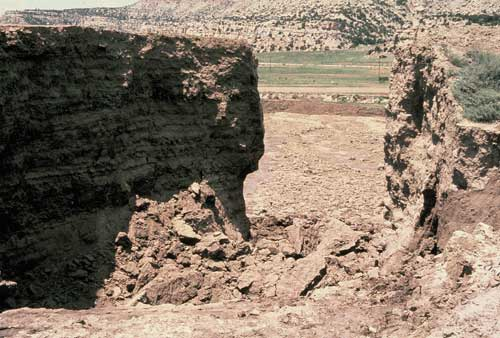
O ruptura de 6 m na barragem de rejeitos formada por volta das 5h30 do dia 16 de julho de 1979.

O derramamento da usina de urânio Church Rock ocorreu no estado americano do Novo México em 16 de julho de 1979, quando a lagoa de disposição de rejeitos da United Nuclear Corporation [en] em sua usina de urânio em Church Rock rompeu sua barragem. O acidente continua sendo o maior vazamento de material radioativo na história dos Estados Unidos, tendo liberado mais radioatividade do que o acidente de Three Mile Island quatro meses antes.

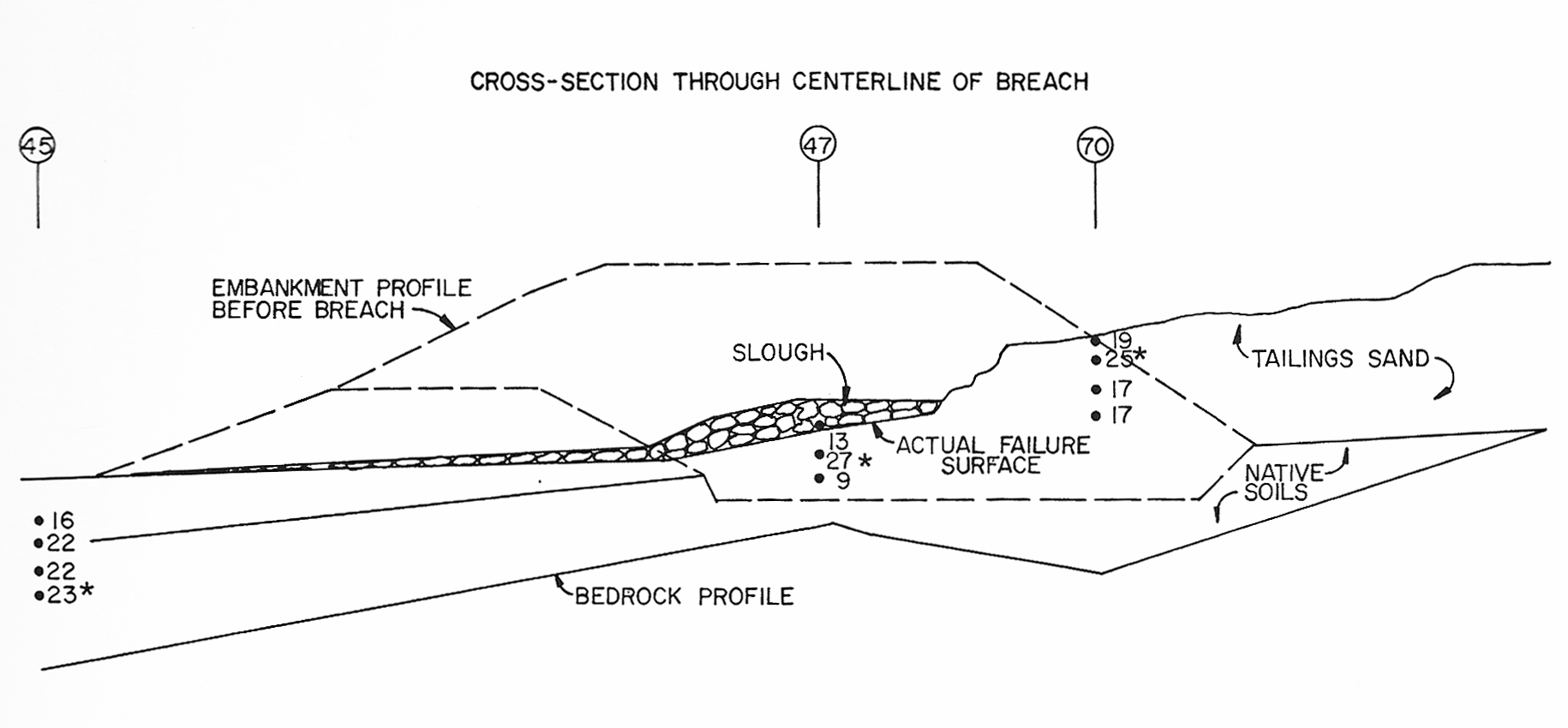
Uma seção transversal diagramada da violação do relatório encomendado pelo NRC. O "ponto" no leito rochoso que a UNC disse ter agido como um fulcro na ruptura da barragem é visível abaixo do aterro.

A usina, que funcionou de junho de 1977 a maio de 1982, estava localizada em um terreno de propriedade privada a cerca de 17 mi (27 km) ao norte de Gallup, Novo México, e fazia fronteira ao norte e sudoeste com as terras do Navajo Nation Tribal Trust. A moagem do minério de urânio produziu uma pasta ácida de estéril moída e fluido (rejeitos) que foi bombeada para a área de disposição de rejeitos. A violação liberou mais de 1000 toneladas de resíduos sólidos de usinas radioativas e 94×106 US gal (360,000 m3)   de solução ácida de rejeitos radioativos no Rio Puerco através do Oleoduto Arroyo. Estima-se que 1,23 toneladas de urânio e 46 curies de contaminantes alfa viajaram 80 mi (130 km) a jusante para Condado de Navajo e para a nação Navajo. Além de ser radioativo e ácido, o vazamento continha metais tóxicos e sulfatos. O derramamento contaminou as águas subterrâneas e tornou o Puerco inutilizável para os residentes locais, principalmente os povos navajos que usavam a água do rio para beber, irrigar e criar gado. Eles não foram avisados por dias sobre os perigos tóxicos do derramamento.

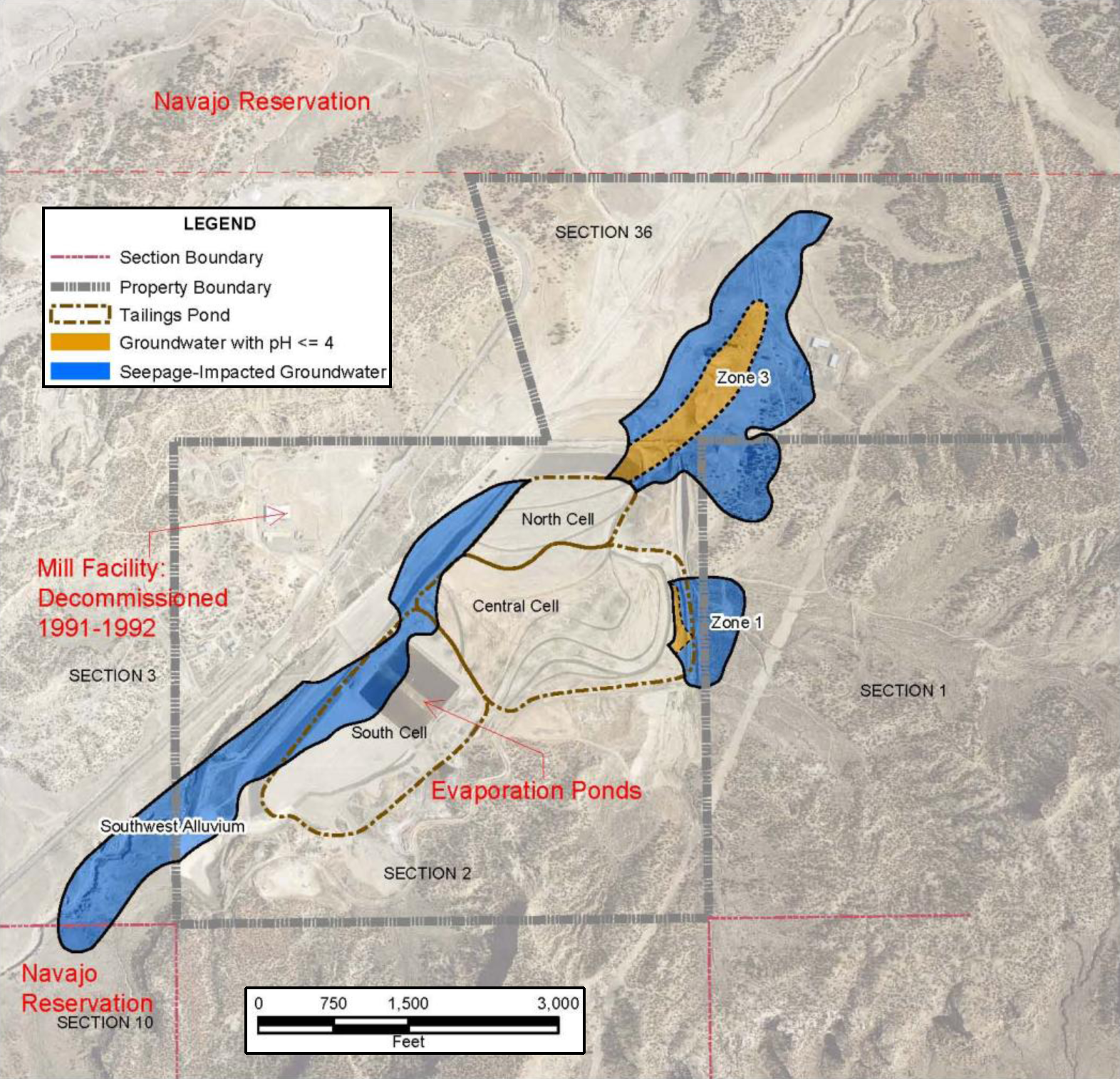
Extensão das águas subterrâneas impactadas

O governador do Novo México, Bruce King, recusou o pedido da Nação Navajo de que o local fosse declarado área de desastre [en] federal, limitando a ajuda aos residentes afetados. O evento de contaminação nuclear recebeu menos cobertura da mídia do que o de Three Mile Island. O vazamento aconteceu em uma nação nativa.
Em 2003, o capítulo de Churchrock da Nação Navajo iniciou o Projeto de Monitoramento de Urânio Church Rock para avaliar os impactos ambientais de minas de urânio abandonadas; encontrou radiação significativa de fontes naturais e de mineração na área. A Lista de Prioridades Nacionais [en] da EPA atualmente inclui o local de armazenamento de rejeitos de Church Rock, onde "a migração das águas subterrâneas não está sob controle".

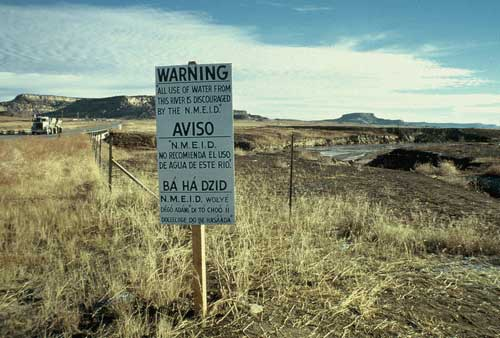
Uma placa colocada pela Divisão de Melhoria Ambiental do Novo México desencorajando o uso do rio Puerco.

## Consequências
Logo após o rompimento, abaixo da barragem, os níveis de radioatividade da água do rio eram 7.000 vezes maiores do que o nível permitido de água potável. A United Nuclear inicialmente alegou que apenas um curie de radioatividade havia sido liberado no derramamento, mas esse número foi posteriormente revisado para cima pela Divisão de Melhoria Ambiental do Novo México.  Ao todo, 46 Ci (1.7 TBq) de radioatividade foram liberados.
Antes do derramamento, os residentes locais usavam as margens do rio para recreação e coleta de ervas, e as crianças costumavam nadar no rio Puerco.  Moradores que nadaram no rio após o vazamento foram ao hospital reclamando de queimação nos pés e foram diagnosticados erroneamente com insolação.  Queimaduras adquiridas por alguns dos que entraram em contato com a água contaminada desenvolveram infecções graves e exigiram amputações.  Rebanhos de ovelhas e gado morreram depois de beber a água contaminada e as crianças brincaram em piscinas de água contaminada.   O derramamento contaminou aquíferos rasos perto do rio que os moradores bebiam e usavam para dar água ao gado.  1.700 pessoas perderam o acesso à água potável após o derramamento.  A United Nuclear Corporation distribuiu 600 galões de água limpa, mas a área afetada exigiu mais de 30,000 US gal (110,000 l; 25,000 imp gal) de água diariamente.  Os três poços comunitários que servem Church Rock já haviam sido fechados, um por causa dos altos níveis de rádio e os outros dois por altos níveis de ferro e bactérias. O Serviço de Saúde Indígena aconselhou a tribo a consertar cinco poços rasos ao longo do rio Puerco e disse que "não se espera que os poços apresentem qualquer contaminação, se é que ocorrerão, por vários anos". A Nação Navajo gastou $ 100.000 em água limpa,  e em 1981, o Novo México e os governos federais pararam de fornecer água, que eles entregavam de caminhão desde o derramamento.
Um estudo epidemiológico conduzido pelo NMEID em 1989 concluiu que "o risco à saúde do público por consumo de gado exposto a contaminação é mínimo, a menos que grandes quantidades, especialmente de fígados e rins, sejam ingeridas". Um estudo do Indian Health Service encontrou níveis significativamente mais altos de radionuclídeos no gado Church Rock em comparação com o gado de áreas não mineiras. Os autores do estudo alertaram que a contaminação não representaria um risco, desde que os residentes não dependessem do gado para alimentação por longos períodos de tempo, mas os navajos locais sim.  Algumas crianças Navajo foram enviadas para Los Alamos para serem verificadas quanto à exposição à radiação, mas nenhum monitoramento de longo prazo foi realizado, levando um escritor local a comentar que o IHS gastou mais esforço estudando o gado do que as pessoas afetadas.  Nenhum estudo epidemiológico em andamento foi feito em Church Rock.   Estudos têm mostrado desde a década de 1950 que os Navajo tiveram taxas significativamente mais altas de alguns tipos de câncer do que a média nacional, associadas à contaminação das minas de urânio e à exposição dos trabalhadores à radiação.  